# Steuben County, Indiana
Steuben County är ett administrativt område i delstaten Indiana, USA, med 34 185 invånare (2010). Den administrativa huvudorten (county seat) är Angola.

## Geografi
Enligt United States Census Bureau har countyt en total area på 835 km². 799 km² av den arean är land och 36 km² är vatten.

### Angränsande countyn
- Branch County, Michigan - norr
- Hillsdale County, Michigan - nordost
- Williams County, Ohio - öst
- DeKalb County - söder
- Noble County - sydväst
- LaGrange County - väst